# Martin Unrein
Martin Unrein (1er janvier 1901 - 22 janvier 1972) est un général allemand de la Seconde Guerre mondiale qui a commandé plusieurs divisions sur le front de l'Est.

## Carrière
Unrein s'enrôle dans l'armée allemande dans les dernières étapes de la Première Guerre mondiale, puis rejoint la Reichswehr rétablie, où il occupe divers postes de régiment jusqu'aux années 1930. En septembre 1940, il est promu lieutenant-colonel et affecté à l'OKW. Le 15 septembre 1941, il est nommé commandant d'un bataillon de motos dans la 6e Panzerdivision. Le bataillon est quasiment détruit lors des affrontements dans la région de Moscou. Traduit en cour martiale, Unrein est absous de tout blâme.
Le 10 septembre 1943, il est décoré de la Croix de chevalier de la croix de fer. Le 29 octobre de la même année, il est nommé commandant de la 14e Panzerdivision, qui sera bientôt renvoyée sur le front de l'Est. Le 26 juin 1944, il est décoré de la Croix de chevalier de la croix de fer avec feuilles de chêne. Le 11 février, il est promu au commandement du IIIe SS-Panzerkorps jusqu'au 5 mars. Le 4 avril, il est nommé commandant de la nouvelle Panzerdivision Clausewitz.